# Beleg van Hanazawa
Het Beleg van Hanazawa was een slag tussen de Takeda en Imagawa tijdens de Japanse Sengoku-periode. Het beleg vond plaats in 1570 en was een van de pogingen van Takeda Shingen om de provincie Suruga te veroveren. Kasteel Hanazawa werd beheerd door Ohara Sukenaga, een generaal van de Imagawa. Nagasaka Tsuruyasu, Hajikano Saemon en Takeda Shingen zelf leidden het beleg. Na slechts vier dagen viel het kasteel.